# The Seasons (John Cage)
The Seasons è un balletto musicato da John Cage e coreografato da Merce Cunningham, eseguito per la prima volta nel 1947. Fu il primo pezzo del compositore per orchestra e anche il primo ad usare quella che lui in seguito chiamò la tecnica "gamut", sebbene in una forma embrionale.